# NCT 127
NCT 127 (Hangul: 엔씨티 127) is een subgroep van de Zuid-Koreaanse K-popgroep NCT onder het label SM Entertainment. Hun debuut was op 7 juli 2016.
Fans worden NCTzens genoemd, een samenvoeging van NCT en "citizens" (burgers).

## Leden
De groep bestaat op dit moment (februari 2020) uit 8 leden.
| Artiestennaam | Geboortenaam  | Geboortedatum    | Geboorteland     |
| ------------- | ------------- | ---------------- | ---------------- |
| Taeyong       | Lee Taeyong   | 1 juli 1995      | Zuid-Korea       |
| Johnny        | Seo Youngho   | 9 februari 1995  | Verenigde Staten |
| Yuta          | Nakamoto Yuta | 26 oktober 1995  | Japan            |
| Doyoung       | Kim Doyoung   | 1 februari 1996  | Zuid-Korea       |
| Jaehyun       | Jung Yoonho   | 14 februari 1997 | Zuid-Korea       |
| Jungwoo       | Kim Jungwoo   | 19 februari 1998 | Zuid-Korea       |
| Mark          | Mark Lee      | 2 augustus 1999  | Canada           |
| Haechan       | Lee Dong Hyuk | 6 juni 2000      | Zuid-Korea       |

## Discografie
| Naam                         | Datum van verschijnen | Soort album            | Nummers |
| ---------------------------- | --------------------- | ---------------------- | --- |
| NCT #127                     | 10 juli 2016          | Minialbum              | 1. Fire Truck 2. Once Again 3. Wake Up 4. Another World 5. Paradise 6. Mad City 7. Switch |
| NCT #127 Limitless           | 6 januari 2017        | Minialbum              | 1. Limitless 2. Good Thing 3. Back 2 U 4. Heartbreaker 5. Baby Don't Like It 6. Angel |
| NCT #127 Cherry Bomb         | 14 juni 2017          | Minialbum              | 1. Cherry Bomb 2. Running 2 U 3. 0 Mile 4. Sun & Moon 5. Whiplash 6. Summer 127 7. Cherry Bomb (performance version) |
| NCT #127 Regular-Irregular   | 12 oktober 2018       | Album                  | 1. City 127 2. Regular (Koreaanse versie) 3. Replay 4. Knock On 5. No Longer 6. Interlude: Regular to Irregular 7. My Van 8. Come Back 9. Fly Away with Me 10. Regular (Engelse versie) 11. Run Back 2 U |
| Up Next Session: NCT 127     | 22 oktober 2018       | Engels repackage album | 1. Cherry Bomb (Engelse versie) 2. Regular (Engelse versie), Doomdada-remix 3. What We Talkin' Bout 4. Fire Truck (Kago Penchi-remix) |
| NCT #127 Regulate            | 23 november 2018      | Repackage album        | 1. City 127 2. Regular (Koreaanse versie) 3. Replay 4. Welcome to My Playground 5. Knock On 6. No Longer 7. Interlude: Regular to Irregular 8. Simon Says 9. My Van 10. Come Back 11. Fly Away with Me 12. Chain (Koreaanse versie) 13. Regular (Engelse versie) 14. Run Back 2 U |
| NCT #127 We Are Superhuman   | 24 mei 2019           | Minialbum              | 1. Highway to Heaven 2. Superhuman 3. Fool 4. Jet Lag 5. Paper Plane 6. Outro: We Are 127 |
| Highway to Heaven            | 18 juli 2019          | Engelse single         | 1. Highway to Heaven (Engelse versie) |
| Neo City: Seoul – The Origin | 24 oktober 2019       | Livealbum              | 1. Cherry Bomb 2. Come Back 3. Limitless 4. Chain (Koreaanse versie) 5. Fly Away with Me 6. Back 2 U 7. City 127 8. Angel 9. Sun & Moon 10. Timeless 11. No Longer 12. Interlude: Regular to Irregular 13. Regular (Koreaanse versie) 14. Wake Up 15. Baby Don't Like It 16. Mad City 17. Good Thing 18. Touch 19. Heartbreaker 20. Replay 21. Fire Truck 22. Simon Says 23. Welcome to My Playground 24. Summer 127 25. 0 Mile |
| NCT #127 Neo Zone            | 6 maart 2020          | Album                  | 1. Elevator 2. Kick It 3. Boom 4. Pandora’s Box 5. Day Dream 6. Interlude: Neo Zone 7. Mad Dog 8. Sit Down! 9. Love Me Now 10. Love Song 11. White Night 12. Not Alone 13. Dreams Come True |